# 李敬嫔 (嘉靖帝)
李敬嬪，河南開封府延津縣人。錦衣衛正千戶李拱臣之長女，明朝嘉靖帝朱厚熜之嬪。

## 生平
嘉靖十四年（1535年）十月，因嘉靖帝膝下尚無皇子，夏言奏請「慎選賢淑補嬪御，以廣儲嗣」，嘉靖帝便命夫人、女官前往诸王馆挑選女子。李敬嬪的父親李拱臣自己跑到通政司，說他的女兒端莊美麗，夠資格成為嬪妃。禮部報知嘉靖帝後，嘉靖帝曰：「此非大臣獻諛也。既系親陳，當從所願」，遂令李拱臣直接送女兒到京。李氏父女到京時，嘉靖帝恰好在郊外進行祭祀，夏言就請淑女先住到诸王馆，改日參選。嘉靖帝曰：「淑女至京，適逢郊享，此高梅之兆也」，認為這是吉祥的徵兆，下詔李氏不必參選，直接進宮。《明世宗肅皇帝實錄》的記載稍有不同，稱嘉靖帝因冬至即將到來，而此女恰好在此時進獻，十分高興，說：「此女來及亨時，殆有天意」於是定在十九日慶宴禮成後，立即讓李氏從東華門入宮，無需另選吉日，並且賞賜李拱臣白銀和彩色絲帛，命光祿寺提供飲饌。嘉靖十五年（1536年）二月二十六日，李氏被正式冊封為敬嬪。李敬嬪在《宛署雜記》（成於1593年）成書時尚存，享壽當有八十歲以上。

## 家族
李敬嬪為李拱臣（亦作李拱宸）之女。根據《明世宗肅皇帝實錄》的記載，嘉靖十九年五月初一日，錦衣衛千戶李拱辰上奏說：「聖母南祔顯陵，災異屢作，乞迎二聖梓宮，俱葬天壽山」，嘉靖帝認為李拱辰狂悖庸愚，言辭不當，下旨將他交由鎮撫司審問，「尋贖罪還職」。李拱辰試圖迎合嘉靖帝欲將父母明睿宗朱祐杬、慈孝獻皇后蔣氏的陵寢遷至天壽山的意願，但因言辭不當而遭指責，並被交由鎮撫司審問。雖然李拱辰的投機之舉並不成功，卻也未受重罰，不久之後就贖罪復職，可見嘉靖帝對父母未能葬於歷代皇陵所在的天壽山心有不甘。隆慶二年七月初七日，「復故錦衣衛正千戶李拱宸、沈欽、盧永昌原職，三人俱世宗朝以議禮謫戍者也」。李拱宸、沈欽、盧永昌分別是李敬嬪、沈安妃與盧和嬪的父親，《實錄》未有明確記載他們到底因議甚麽禮而在嘉靖年間被謫戍。有學者指出他們三人有一個共同特點，那就是他們女兒的薨逝與葬儀均未載於《實錄》。此現象是否與他們被謫戍有關，以及李敬嬪、沈安妃與盧和嬪會否因其父親被謫戍而遭「退閒」，目前仍存疑，尚待進一步考證。
此外，李敬嬪至少有兩位兄弟（李應時、李應龍）與一位妹妹（夫人李氏）。嘉靖二十四年九月，李拱辰的兒子李應時上奏進獻李敬嬪之二妹。禮部覆議是否准許選進，嘉靖帝下旨曰：「着查照前例進入」。隨後，禮部上奏請求選定進獻的吉日，但未獲得嘉靖帝的旨意。李應時等人多次上奏請求進獻李敬嬪之二妹，禮部根據先前的旨意，指示他們繼續等待。嘉靖二十五年十一月十五日，李拱辰因未得到嘉靖帝明確的旨意，於是「自造黄旗二面、大紅段一幅」，上面寫着「屢奉聖旨九次」等字樣，與他的兒子李應時、李應龍親自帶到禮部，當堂聲稱要在當月二十日冬至節日按照前例進獻女兒。禮部查閱以往選取女子的慣例，發現必須經過內外多次挑選，從眾多候選者中選出年貌合適的女子，然後才會將她們引進宮中。禮部考慮到李拱辰曾多次上奏請求，甚至堅持要在冬至日進獻女兒，擔心到時無法阻止他，於是上奏請示嘉靖帝的旨意，並建議令欽天監另選吉日讓李氏的父母將她送至東華門，由內夫人引入宮中，讓內夫人及女官在宮內進行挑選，確認合適之後，再演習禮數，等待嘉靖帝的引見。就此事，嘉靖帝下旨曰：「准於冬至慶宴日，着自東華門入，供饌、賞賜俱照前例行」。明代人徐學謨在《世廟識餘錄》中表示宮女按慣例由諸王館選拔，過程極為詳盡嚴密，如今不經公開選拔，而以私人進獻，是投機取巧之門，並非盛世之事，況且被進獻女子的真偽也難以辨別。當時的言官未曾勸諫阻止，而禮部竟然還為此請選吉日，未免有損皇帝的聖德。

## 備註
1. ↑  《勝朝彤史拾遺記》稱李氏為「寧嬪」[1]，然而嘉靖帝之寧嬪僅有王寧嬪（因弒君案被處決）和郭寧嬪，應以《明世宗肅皇帝實錄》為準。